# RAGE (receptor)
RAGE (receptor for advanced glycation endproducts) je receptorem imunoglobulinové rodiny o velikosti 35 kDa. Jeho název je odvozen od schopnosti vázat finální produkty pokročilé glykace, ke které dochází při zvýšení hladiny krevního cukru. Karbonylované skupiny cukrů se vážou na proteiny s volnými aminoskupinami bez účasti katalytických enzymů (tzv. Maillardova reakce) a vznikají zmíněné koncové produkty glykace – AGE (advanced glycation end products). Tvorbu AGE podmiňuje oxidativní stres, stárnutí, obezita a vyšší hodnoty byly potvrzeny u řady onemocnění spojených se zánětem (diabetes, selhání ledvin, amyotrofické laterální sklerózy, Alzheimerova choroba a další).
RAGE je exprimován na široké škále buněk, například na buňkách hladkého svalstva, hepatocytech a neuronech, ale jeho exprese je ve zdravé tkáni nízká a zvyšuje se v zánětlivém prostředí, kde se hromadí jeho ligandy. Zvýšená exprese byla prokázána během embryonálního vývoje, a to především v mozku, ale později se u dospělých jedinců snižuje a ke zvýšení dochází v pozdějším věku.
Mezi ligandy RAGE patří zmiňované AGE a dále například HMGB1, S100/kalgranulin, β-amyloid, fosfatidylserin, kteří po uvolnění z buňky fungují jako signály nebezpečí DAMP a spouští zánětlivou odpověď. Část těchto ligandů je produkována buňkami imunitního systému (monocyty, makrofágy, neutrofily, leukocyty), což také naznačuje jejich zapojení do zánětlivé odpovědi.

## Lokalizace genu
Lidských RAGE je lokalizován na chromozomu 6 v oblasti hlavního histokompatibilního komplexu III (MHC III). Celková délka genu pro RAGE včetně promotorové oblasti čítá 1400 párů bází.

## Struktura receptoru
Extracelulární doména RAGE receptoru se skládá ze tří domén imunoglobulinového typu (jedné V domény a dvou C domén). V doména je zásadní pro vazbu ligandu a rozpoznává spíše terciární struktury než sekvenci aminokyselin. Membránou prochází kotvící transmembránový helix, který přenáší signál do cytosolu, kde na něho navazuje koncová cytosolická část o délce 43 aminokyselin, která zprostředkovává intracelulární signalizaci. Kromě klasické, výše popsané struktury receptoru, existují RAG, kterým chybí ligand vázající V doména nebo cytosolická doména. Tyto receptory nejsou schopny signalizace a kompetují o ligandy s funkční formou receptoru, čímž tlumí signalizaci.

## Signalizace
RAGE receptory se podílí na řadě zásadních buněčných signalizací. Z nejvýznamnějších zmiňme zánětlivé reakce, apoptóza, migrace, proliferace a autofágie. 

### Zánět
RAGE je často řazen k PRR (pattern recognition receptor), neboť váže ligandy se společným strukturním motivem a po navázání ligandu spouští zánětlivou odpověď. Jedna z těchto signalizací vede přes molekuly PI3K a PKB k aktivaci transkripční faktor NFκB, který v jádře reguluje více než 500 genů důležitých pro zánětlivou odpověď, buněčný růst a migraci. Mechanismus této a dalších signalizací vedoucí k aktivaci NFκB přes RAGE není zcela známý, avšak experimentálně bylo potvrzeno, že inhibice RAGE receptorů ve zvířecím modelu zmírňuje patologie některých onemocnění spojených se zánětem (ischemické poškození, poškození plic, fibróza, progrese osteoartrózy). 

### Buněčná migrace
Signalizace přes RAGE vede k indukci multifunkčního TGFβ, který signalizuje přes molekulu ROCK-1 a podporuje buněčnou migraci. Bylo prokázáno, že vyšší koncentrace TGFβ hraje zásadní roli v rozvoji pokročilé aterosklerózy, typická je pro pacienty s chronickou hemodialýzou a podílí se na patogenezi diabetické nefropatie. Alternativní dráhou, kterou RAGE reguluje migraci buněk, je dráha JAK2/STAT3. 

### Buněčná smrt/přežití
Stimulace RAGE receptoru může vést k buněčné smrti i proliferaci. Záleží na typu tkáně, v které k signalizaci dochází a konkrétním typu regulace. Pokud vede signalizace k produkci ROS, buňka se dostává do oxidativního stresu, který je pro ní toxický. Naopak pro nádorovou buňku může být produkce ROS zásadní pro přežití. Z výzkumů vyplývá, že zvýšená exprese RAGE podporuje rozvoj nádorových onemocnění. 